# Кузнецов, Григорий Филиппович
Григо́рий Фили́ппович Кузнецо́в (26 января [8 февраля] 1901, Подгорская, Сельское посление Киснемское, Вашкинский район, Вологодская область, Российская империя — 22 июля 1981, Москва, СССР) — советский инженер-строитель. Доктор технических наук (1945), профессор (1957), действительный член Академии строительства и архитектуры СССР (1956). Лауреат Сталинской премии (1951).

## Биография
Григорий Кузнецов родился 26 января (8 февраля) 1901 года в деревне Подгорская Вологодской области в крестьянской семье. В 1916 году переехал в Москву. Ходил на курсы телеграфистов, по окончании которых работал в Московском Центральном телеграфе. С 1920 года учился на рабфаке при Московском университете, а в 1921 году поступил на инженерно-строительный факультет Московского высшего технического училища, который с отличием окончил в 1928 году.
Ещё во время учёбы, с 1925 года под руководством профессоров К. М. Дубяги и Л. А Серка занимался проектированием промышленных зданий. После окончания МВТУ пошёл на работу во Всесоюзный проектный институт «Гипромаш». В 1930—1938 годах работал в проектном институте «Промстройпроект» в должности главного инженера. В 1935 году получил степень кандидата технических наук без защиты диссертации, а в 1937 году — звание доцента. В 1939 году был главным инженером советского павильона на Всемирной выставке в Нью-Йорке.
С 1940 года работал в Академии архитектуры СССР. В мае 1941 года избран членом-корреспондентом Академии и назначен руководителем Отдела строительной техники. В 1943 году возглавил организованный на базе этого отдела Научно-исследовательский институт строительной техники Академии архитектуры СССР (НИИСТ). Во время Великой Отечественной войны занимался сооружением жилых домов из местных строительных материалов для эвакуированного населения. Автор предложений по восстановлению Киева, Минска и Сталинграда.
В 1947 году Г. Ф. Кузнецов с соавторами из НИИСТ и Горстройпроекта спроектировал опытный четырёхэтажный каркасно-панельный дом на Соколиной горе в Москве. Дом был возведён всего за 100 дней (с ноября 1947 по март 1948 года). Этот опыт получил положительную оценку Моссовета, и новый метод строительства был рекомендован к широкому применению. С 1948 по 1952 год Мосгорпроект построил на Хорошёвском шоссе 12 каркасно-панельных домов высотой от 4 до 6 этажей. Они имели металлический, а затем сборный каркас, разработанный в НИИСТ. Вскоре строительство каркасно-панельных домов развернулось и в других городах страны. За разработку конструкций и внедрение в строительную практику многоэтажных каркасно-панельных жилых домов со сборным железобетонным каркасом Г. Ф. Кузнецов вместе с группой ведущих сотрудников НИИСТ в 1951 году был удостоен Сталинской премии третьей степени.
Г. Ф. Кузнецов также занимался вопросами строительства бескаркасных зданий, конструкции элементов для которых НИИСТ разрабатывал с 1940 года. В 1947 году он вместе с соавторами получил первую премию на конкурсе проектов экспериментального полносборного дома для Магнитогорска. После завершения строительства авторы проекта были награждены орденами.
В середине 1950-х годов в Москве было начато строительство экспериментального пяти-семиэтажного дома (ул. Маршала Бирюзова, 7), в числе авторов которого был Г. Ф. Кузнецов. После заселения дома в 1955 году организованные Кузнецовым натурные инструментальные исследования подтвердили высокие эксплуатационные качества конструкций и преимущество бескаркасной системы по сравнению с каркасно-панельной.
В 1944 году Г. Ф. Кузнецов вступил в КПСС. В 1950 году окончил университет марксизма-ленинизма. В 1956 году, в связи с реорганизацией Академии архитектуры, НИИ строительной техники был преобразован в НИИ строительной физики и ограждающих конструкций (с 1963 года — НИИ строительной физики). Его директором вновь стал Г. Ф. Кузнецов. В последние годы работал в НИИ экономики и строительства и по совместительству в Центральном научно-исследовательском и проектном институте жилых и общественных зданий.
Активно занимался общественной деятельностью: избирался депутатом Моссовета, был председателем научно-методического совета по строительству и архитектуре, членом правления Всесоюзного общества «Знание», членом правления Союза архитекторов СССР, членом правления НТО строителей.
В конце 1930-х — 1970-х годах жил в Москве в Малом Лёвшинском переулке, 14/9. Умер 22 июля 1981 года. Похоронен на Ваганьковском кладбище.

## Научная деятельность
Был в числе основоположников крупнопанельного домостроения в СССР. В 1940 году предложил идею заводского домостроения, которое предполагает производство на заводе из бетона и железобетона крупных частей зданий: стен, перекрытий, перегородок, лестничных маршей и других. Написал ряд трудов по теории конструирования зданий и индустриальным методам их возведения. Занимался разработкой новых экономичных конструкций зданий: каркасно-панельных, крупнопанельных, бескаркасных и других. Свои предложения по заводскому крупнопанельному домостроению Г. Ф. Кузнецов включил в докторскую диссертацию. защищённую в 1945 году. В целях дальнейшего расширения материальной базы панельного домостроения занимался исследованием новых материалов, таких как керамзит, аглопорит, шлаковая пемза и эффективные утеплители. Опубликовал свыше 150 научных работ.

## Награды
- Сталинская премия третьей степени (1951) — за разработку конструкций и внедрение в строительную практику многоэтажных каркасно-панельных жилых домов со сборным железобетонным каркасом.
- Орден и медали[4]

## Сочинения
- Пути развития конструкций жилых и общественных зданий. М., 1941.
- Конструкции жилых домов в послевоенном строительстве. М., 1946.
- Крупнопанельные многоэтажные дома. М., 1950.
- Руководство по проектированию жилых и общественных зданий с панельными и каркасно-панельными конструкциями. М. 1955. (в соавторстве)
- Крупнопанельные бескаркасные дома. М., 1955.
- Конструкции многоэтажных каркасно-панельных и панельных жилых домов [Альбом], М., 1956. (в соавторстве)